# ガンバ大阪チアダンスチーム
ガンバ大阪チアダンスチーム（Gamba Osaka Cheer Dance Team）は、日本プロサッカーリーグ（Jリーグ）に加盟するガンバ大阪の公式チアダンスチーム。

## スタッフ
プロデューサー
- 窪田千紘

## メンバー

### 主なメンバー
- 斉藤雪乃 2005-2007

### 歴代メンバー
2025年
| - Yuka（4年目、キャプテン） - Sakura（2年目、ヴァイスキャプテン） - Saki（11年目） - Chihiro（10年目） - Ai（5年目） - Chihiro（4年目） | - Tsubaki（4年目） - Yuki（4年目） - Koko（3年目） - Chika（3年目） - Hono（2年目） | - Miku（2年目） - Minori（2年目） - Yuuna（2年目） - Ari（1年目） - Sakurako（1年目） |